# IgG4関連疾患
IgG4関連疾患（－かんれんしっかん、英：IgG4-related disease）とは、免疫グロブリンGのサブクラスIgG4が関係する血清IgG4高値と罹患臓器への著明なIgG4陽性形質細胞浸潤を特徴とする原因不明の全身性、慢性炎症性疾患である。日本から世界に発信している新しい疾患概念で、血清IgG4上昇を認めることからIgG4疾患とも呼ばれる。

## 解説
IgG4関連疾患は、自己免疫性膵炎やキャッスルマン病を代表とする多彩な臓器疾患を包括する疾病概念で、高IgG4血症（血清IgG4高値）と共に、全身臓器に腫大や結節・肥厚性病変を認め、且つリンパ球、IgG4陽性形質細胞の著しい浸潤と線維化が生じる疾患と定義される。涙腺、唾液腺、膵臓、後腹膜、腎臓、前立腺、リンパ節などに病変を認めることが多い。患者数は増加傾向にあるが患者そのもののが増加したのでは無く、診断技術・能力の向上により従来は他疾患や診断不能であった患者が、IgG4関連疾患と診断された為である。涙腺や唾液腺に類似の症状が現れるシェーグレン症候群は、IgG4関連疾患に含まれない。

## 歴史
1993年に福島県立医科大学の鈴木修三が、高IgG4血症を伴うシェーグレン症候群を報告、その後10年間に自己免疫性膵炎、ミクリッツ病、これらに伴う腎・肺病変などで高IgG4血症と膵臓や涙腺／唾液腺に著明なIgG4陽性形質細胞浸潤が認められることが明らかになり、疾患概念が形成されていった。

これまで自己免疫性膵炎、硬化性胆管炎、ミクリッツ病、リーデル甲状腺炎、キュットナー腫瘍、炎症性大動脈瘤、あるいは後腹膜線維症、炎症性偽腫瘍、間質性腎炎、間質性肺炎、下垂体病変、硬膜病変などと診断されていた症例、あるいはその一部が、IgG4関連疾患であることが判明している。

## 主要症状
初期に出現する症状は各臓器の肥厚性・閉塞性病変に伴う諸症状で、涙腺や唾液腺腫大に伴うドライアイやドライマウス、膵腫大に伴う腹痛や閉塞性黄疸、後腹膜病変による水腎症症状など
高頻度で出現する症状は、
1. 閉塞性黄疸
2. 上腹部不快感
3. 食欲不振
4. 涙腺腫脹
5. 唾液腺腫脹
6. 水腎症
7. 喘息様症状（咳そう、喘鳴など）
8. 糖尿病に伴う口乾など

### 重症度分類
重症度は基本的に治療開始後に判定し、以下の (1)  または (2) を満たす者を対象とする。
1. ステロイド依存性
  - 十分量のステロイド治療を行い寛解導入したが、ステロイド減量や中止で臓器障害が再燃し、離脱できない場合
2. ステロイド抵抗性
  - 十分量のステロイド治療［初回投与量（0.5〜0.6 mg/kg）］ を６か月間行っても寛解導入できず、臓器障害が残る場合

臓器障害
当該疾患に罹患している各臓器固有の機能障害が残るもの
腎臓CKD重症度分類ヒートマップが赤の部分の場合
胆道閉塞性黄疸が解除できずステント挿入などが必要
または重度の肝硬変Child Pugh B以上
膵臓閉塞性黄疸が解除できずステント挿入などが必要
または膵石などを伴う重度の膵外分泌機能不全
呼吸器PaO2が60 Torr以下の低酸素血症が持続する。
後腹膜・血管：尿路の閉塞が持続する、血管破裂
あるいはその予防のためのステンティング
下垂体ホルモンの補償療法が必要
| 原疾患                                     | 原疾患                                     | 蛋白尿区分                                         | 蛋白尿区分                                         | A1         | A2               | A3               |
| ------------------------------------------ | ------------------------------------------ | -------------------------------------------------- | -------------------------------------------------- | ---------- | ---------------- | ---------------- |
| 糖尿病                                     | 糖尿病                                     | 尿アルブミン定量 (mg/日) 尿アルブミン/Cr比(mg/gCr) | 尿アルブミン定量 (mg/日) 尿アルブミン/Cr比(mg/gCr) | 正常       | 微量アルブミン尿 | 顕性アルブミン尿 |
| 糖尿病                                     | 糖尿病                                     | 尿アルブミン定量 (mg/日) 尿アルブミン/Cr比(mg/gCr) | 尿アルブミン定量 (mg/日) 尿アルブミン/Cr比(mg/gCr) | 30 未満    | 30から299        | 300以上          |
| 高血圧、腎炎、多発性嚢胞症、腎移植、その他 | 高血圧、腎炎、多発性嚢胞症、腎移植、その他 | 尿蛋白量(g/日) 尿蛋白/Cr比(g/gCr)                  | 尿蛋白量(g/日) 尿蛋白/Cr比(g/gCr)                  | 正常       | 軽度蛋白尿       | 高度蛋白尿       |
| 高血圧、腎炎、多発性嚢胞症、腎移植、その他 | 高血圧、腎炎、多発性嚢胞症、腎移植、その他 | 尿蛋白量(g/日) 尿蛋白/Cr比(g/gCr)                  | 尿蛋白量(g/日) 尿蛋白/Cr比(g/gCr)                  | 0.15未満   | 0.15 - 0.49      | 0.50以上         |
| GFR区分 (m L/分/1.73m2)                    |                                            |                                                    |                                                    |            |                  |                  |
| G1                                         | 正常または正常高値                         | 90以上                                             | 付加リスク無し                                     | 低リスク   | 中等リスク       |                  |
| G2                                         | 正常または経度低下                         | 89以下、60以上                                     | 付加リスク無し                                     | 低リスク   | 中等リスク       |                  |
| G3a                                        | 軽度から中等度低下                         | 59以下、45以上                                     | 低リスク                                           | 中等リスク | 高リスク         |                  |
| G3b                                        | 中等度から高度低下                         | 44以下、30以上                                     | 中等リスク                                         | 高リスク   | 高リスク         |                  |
| G4                                         | 高度低下                                   | 29以下、15以上                                     | 高リスク                                           | 高リスク   | 高リスク         |                  |
| G5                                         | 末期腎不全（ESKD; 旧CRF）                  | 15未満                                             | 高リスク                                           | 高リスク   | 高リスク         |                  |

## 臨床像
IgG4関連疾患に包含される疾患・病態には下記がある。
臓器別涙腺・唾液腺 ミクリッツ病、Küttner腫瘍（慢性硬化性唾液腺炎）、涙腺炎、IgG4 関連眼疾患
呼吸器系IgG4 関連肺疾患、炎症性偽腫瘍、縦隔線維症
消化器系腸炎
肝・胆道系硬化性胆管炎、IgG4 関連肝障害
膵自己免疫性膵炎
腎・泌尿器系IgG4 関連腎臓病、後腹膜線維症、前立腺炎
内分泌系自己免疫性下垂体炎、甲状腺炎
神経系肥厚性硬膜炎
リンパ系IgG4 関連リンパ節症
筋骨格系関節炎
心血管系炎症性腹部大動脈瘤・動脈周囲炎

### 鑑別疾患
除外あるいは鑑別すべき疾患
1. 各臓器の悪性腫瘍（癌、悪性リンパ腫など）は病理組織で悪性細胞の有無を確認することが必須である。
2. 類似疾患（シェーグレン症候群、原発性硬化性胆管炎、多中心性キャッスルマン病、特発性後腹膜線維症、多発血管炎性肉芽腫症、サルコイドーシス、好酸球性多発血管炎性肉芽腫症など）の診断は各疾患の診断法や診断基準による。
3. 多中心性キャッスルマン病はhyper IL-6 syndromeであり、診断基準を満たしていてもIgG4 関連疾患には含まれない。

## 診断基準
診断基準は 2011 年に作成された。
IgG4関連疾患包括診断基準（難病情報センター資料より引用）
以下のDefinite、Probableを対象とする。
1. 臨床的に単一又は複数臓器に特徴的なびまん性あるいは限局性腫大、腫瘤、結節、肥厚性病変を認める。
2. 血液学的に高IgG4血症（135mg/dL以上）を認める。
3. 病理組織学的に以下の2つを認める。

a. 組織所見：著明なリンパ球、形質細胞の浸潤と線維化を認める。
b. IgG4陽性形質細胞浸潤：IgG4/IgG陽性細胞比40%以上、かつIgG4陽性形質細胞が10/HPFを超える。
- 診断のカテゴリ
  - 確実に関連あり(Definite) : 3項目全てを満たすもの
  - 関連がある可能性が高い(Probable) : 1 と 2 または 3 を満たすもの

ただし、できる限り組織診断を加えて、各臓器の悪性腫瘍（癌、悪性リンパ腫など）や類似疾患（シェーグレン症候群、原発性／二次性硬化性胆管炎、キャッスルマン病、二次性後腹膜線維症、多発血管炎性肉芽腫症、サルコイドーシス、好酸球性多発血管炎性肉芽腫症など）と鑑別することが重要である。
また、比較的生検困難な臓器病変（膵、胆道系、中枢神経、後腹膜、血管病変など）で、十分な組織が採取できず、本基準を用いて臨床的に診断困難であっても各臓器病変の診断基準を満たす場合には診断する。
「自己免疫性膵炎」、「IgG4 関連硬化性胆管炎」、「IgG4関連涙腺・眼窩及び唾液腺病変」、「IgG4関連腎臓病」それぞれに対し診断基準が作成されている。

## 検査
検査値異常の特徴としては以下がある
- IgG4高値（>135mg/dl）
- 抗SS-A/Ro抗体・抗SS-B/La抗体は陰性のことが多い
- 抗核抗体・リウマトイド因子も陰性の場合が多い

## 治療
統一された治療指針は作成されていないが、第一選択薬としてステロイド投与が奏効するが、再燃する症例も存在する。ステロイドでの治療効果が得られない場合は免疫抑制剤を使用することもある。
IgG4関連疾患に対して、多施設共同前向き研究で、ステロイド治療は奏効率82%という良好な成績を示したと2014年に報告された。再発例が12%見られ、有害事象として耐糖能異常が27.9%で認められた。